# 阮福綿㝘
阮福綿㝘（越南语：／，1830年1月1日—1853年10月18日），字和甫（越南语：／），號漫園（越南语：／），越南阮朝明命帝第四十八子，生母惠嬪陳氏勳。

## 生平
明命十年十二月初七日（1830年1月1日），阮福綿㝘在順化皇城出生。年少好學，涉獵廣泛，與兄長廣寧郡王阮福綿宓齊名。明命二十一年（1840年）四月，受封為安平郡公（越南语：／）。嗣德六年九月十六日（1853年10月18日），阮福綿㝘去世，壽二十五歲，嗣德帝追贈其為安國公（越南语：／），賜諡謹慧。葬於承天府香水縣居正總楊春社，同慶乙酉年（1885年），入祀親勳祠。

## 文學
阮福綿㝘著有《漫園詩集》，得到兄長從善王阮福綿審的高度評價。

## 子女
阮福綿㝘有2子1女。後裔按御賜彳字部起名。
- 二子阮福洪循，襲封畿外侯。
  - 孫阮福膺微，襲封佐國卿。